# Boniface II de Montferrat
 (août 2019).
Si vous disposez d'ouvrages ou d'articles de référence ou si vous connaissez des sites web de qualité traitant du thème abordé ici, merci de compléter l'article en donnant les références utiles à sa vérifiabilité et en les liant à la section « Notes et références ».
Pour les articles homonymes, voir Boniface.
Boniface II de Montferrat de la famille des Alérame (Aleramici), né en juillet 1202 et mort le 12 juin 1253, surnommé le géant, était marquis de Montferrat de 1225 jusqu'à sa mort. Il reçut le titre de roi (titulaire) de Thessalonique en 1239.

## Biographie

### La jeunesse
Boniface est l'aîné et le seul fils des trois enfants de Guillaume VI de Montferrat et Berthe de Clavesane, sa seconde épouse. Il est appelé à remplacer son père en 1225 quand celui-ci mène un groupe de croisés en Grèce franque. Au printemps 1226, il prend totalement le contrôle de Montferrat.
Il conclut une alliance avec son cousin Manfred III de Saluces qui stipule que si l'un d'entre eux venait à mourir sans héritiers, l'autre prendrait possession du domaine. Ceci a pour avantage de prévenir toute guerre civile et, par la même occasion, une possible ingérence de l'empereur Frédéric II, qui n'est pas en bons termes avec Boniface. Ce dernier n'est pas parvenu à rembourser les fortes dettes contractées par son père auprès de la couronne germanique. En 1226, menacé par une disgrâce impériale, il s'allie avec la ligue lombarde contre l'empereur. Malgré la médiation entreprise par le pape Honorius III, les deux hommes n'ont plus confiance l'un envers l'autre.

### Le mariage avec Marguerite de Savoie
Vers 1228, Boniface négocie une alliance matrimoniale avec la maison de Savoie, il propose de s'unir à Marguerite, fille d'Amédée IV. Le grand-père de Marguerite, Thomas Ier de Savoie, s'oppose à cette union en raison du jeune âge de la jeune fille et n'accepte que lorsqu'elle est réellement en âge de prendre époux. Ils se marient finalement en décembre 1235 à Chivasso, le fief de Boniface, et Marguerite donne naissance au futur Guillaume VII de Montferrat. Il semble qu'Amédée ait conclu un accord avec Boniface et Manfred par lequel ces derniers prendraient le contrôle des terres piémontaises alpines si la maison de Savoie n'avait plus d'héritier. Les rapports s'enveniment et cela reste sans suite.

### La haine envers Alexandrie
L'intérêt de Boniface se porte non pas sur le Piémont mais sur la ville voisine Alexandrie. De 1227, année au cours de laquelle il s'allie avec la ville d'Asti, jusqu'à sa mort, Boniface combat les Alessandrini. Alexandrie s'allie alors avec la ligue et la ville de Milan. En 1230, après avoir perdu plusieurs places fortes, Boniface subit une lourde défaite et doit reconnaître le pouvoir et les droits de la ligue. Quand il essaie de nouveau de soumettre Alexandrie avec l'aide d'alliés venant de Saluces et de Savoie, les Milanais attaquent Chivasso. Le siège de la ville dure quatre mois et les tentatives successives de Boniface pour briser ce siège échouent les unes après les autres. Finalement, Chivasso capitule le 5 septembre 1231 et n'est restituée qu'un an après, lorsque Boniface reconnaît sa défaite et accepte les conditions.

### Les volte-face
À la suite d'une rupture de ses relations avec Saluces et la maison de Savoie, Boniface est empêché de voir son épouse, celle-ci ayant rejoint le Piémont. C'est à ce moment que Boniface décide de changer de camp et se tourne vers l'empire. Il escorte l'empereur lors de ses séjours en Italie et, en 1239, Frédéric lui octroie le titre de roi (titulaire) de Thessalonique, une principauté latine originellement conquise par son grand-père lors de la quatrième croisade. Boniface Ier l'a transmise à son second fils Démétrios, qui cède ses droits à l'empereur en 1230. Ce climat amical ne dure pas longtemps. En 1243, Boniface prend le parti des Guelfes. En 1245, quand Frédéric vient visiter Turin, Boniface le rencontre et requiert son pardon. Il est de nouveau réintégré dans le giron impérial. En ces temps de conflit permanent avec sa parenté, il apprend la nouvelle de la mort de son cousin Manfred. Suivant les volontés testamentaires de ce dernier, Boniface devient le tuteur du jeune héritier Thomas et de sa sœur Alasia.

### La mort
Les incessantes manœuvres politiques de Boniface sont une réponse à la montée en puissance d'Amédée de Savoie et à la volonté impériale de créer un État satellite dans le Piémont empiétant sur les territoires de Savoie, Saluces et, surtout, Montferrat. La mort de Frédéric II en 1250 donne un bref sursis à Boniface et calme ses velléités politiques. Le 4 mai 1253, Conrad IV, successeur de Frédéric, lui octroie des territoires supplémentaires, en particulier la ville de Casale Monferrato. Cependant, Boniface n'en profite guère car il meurt un mois plus tard, le 12 juin, peu après avoir dicté son testament. Son fils Guillaume lui succède.